# Linda Yamane
Pour les articles homonymes, voir Yamane.
Linda Yamane est une artiste, historienne et défenseuse de la culture ohlone, une nation amérindienne de la région de Monterey en Californie. Connue pour ses contributions significatives à la préservation et à la revitalisation des traditions culturelles de son peuple, Yamane a joué un rôle crucial dans la renaissance de la langue, des arts et des savoir-faire traditionnels ohlone.

## Carrière

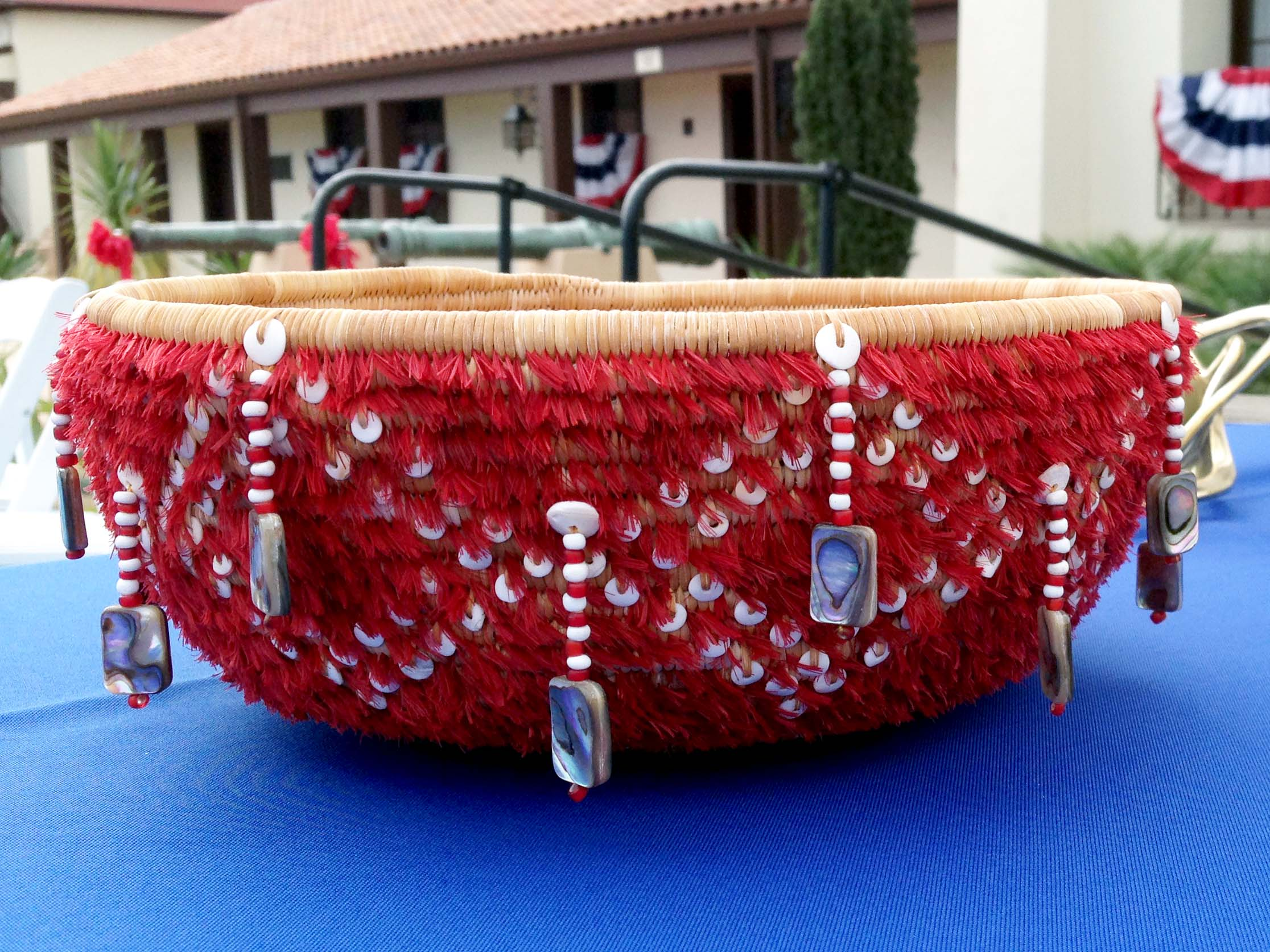
Un panier commandé à Linda Yamane par le musée de la Californie.

Linda Yamane s'est particulièrement distinguée dans l'art de la vannerie traditionnelle ohlone. En 2012, elle a dévoilé un panier cérémoniel ohlone au Musée d'Oakland de Californie, une pièce avec 20 000 points, des milliers de plumes et 1 200 perles de coquillage Olivella, qui a pris près de trois ans à réaliser. Cette œuvre est la première du genre à être fabriquée depuis près de 250 ans, marquant une étape importante dans la revitalisation de cette tradition artisanale perdue depuis longtemps.
En plus de son travail de vannerie, Yamane est également impliquée dans la restauration de la langue rumsen ohlone. Utilisant des recherches ethnographiques archivées, elle a travaillé à réapprendre et à enseigner la langue de ses ancêtres, contribuant ainsi à sa préservation et à sa transmission aux générations futures.

## Publications
- (en) Linda Yamane, When the World Ended, How Hummingbird Got Fire, How People Were Made : Rumsien Ohlone Stories, Oyate, janvier 1995 (ISBN 978-0-9625175-1-8)
- Weaving a California Tradition: A Native American Basketmaker (1996)
- A Gathering of Voices: The Native peoples of the Central California Coast (éditrice ; 2002)
- The Dirt is Red Here: Art and Poetry from Native California (contributrice ; 2002)